# Dinard
Dinard (en bretó Dinarzh, en gal·ló Dinard) és un municipi francès, situat a la regió de Bretanya, al departament d'Ille i Vilaine. L'any 2006 tenia 10.664 habitants.

## Geografia
Forma una aglomeració urbana amb els municipis de Pleurtuit, Saint-Lunaire, La Richardais, Saint-Briac-sur-Mer, Lancieux i Ploubalay.
No gaire lluny de Dinard es troben les Illes Anglonormandes, que són accessibles en una hora amb vaixell ràpid des de Saint-Malo, o en 15 minuts d'avió des de l'aeroport de Pleurtuit. L'accés a Dinard és ràpid gràcies a l'existència d'autopistes gratuïtes o al TGV que uneix Saint-Malo amb Paris en menys de 3 hores. Les quatre platges de la localitat són les de l'Écluse, del Prieuré, de Saint Enogat i del Port Blanc.

## Demografia
| Evolució de la població Ehess i INSEE |       |       |       |       |       |       |       |       |
| 1793                                  | 1800  | 1806  | 1821  | 1831  | 1836  | 1841  | 1846  | 1851  |
| 820                                   | 1 791 | 1 988 | 1 650 | 1 818 | 2 193 | 2 054 | 2 086 | 2 266 |

| 1856  | 1861  | 1866  | 1872  | 1876  | 1881  | 1886  | 1891  | 1896  |
| ----- | ----- | ----- | ----- | ----- | ----- | ----- | ----- | ----- |
| 2 415 | 2 770 | 2 784 | 2 513 | 2 972 | 3 849 | 4 253 | 4 435 | 5 095 |

| 1901  | 1906  | 1911  | 1921  | 1926  | 1931  | 1936  | 1946  | 1954  |
| ----- | ----- | ----- | ----- | ----- | ----- | ----- | ----- | ----- |
| 4 787 | 6 114 | 7 003 | 6 961 | 8 835 | 9 090 | 7 721 | 8 428 | 8 540 |

| 1962  | 1968  | 1975  | 1982  | 1990  | 1999   | 2006 | 2011 | 2016 |
| ----- | ----- | ----- | ----- | ----- | ------ | ---- | ---- | ---- |
| 9 270 | 9 052 | 9 234 | 9 590 | 9 918 | 10 430 | -    | -    | -    |

| 2019 | - | - | - | - | - | - | - | - |
| ---- | - | - | - | - | - | - | - | - |
| -    | - | - | - | - | - | - | - | - |

## Etimologia
Dinard, que a l'arribada del turisme britànic era tan sols un petit poble de pescadors, té uns orígens mitològics relacionats amb el llegendari Rei Artur: Din (pujol / fortificació) - Arz/Art (ós / Artur); l'ós, en la mitologia cèltica, simbolitza la sobirania.

## Història
Originalment, Dinard formava part de la parròquia de Saint-Enogat. De fet Saint-Enogat va ser el primer nom oficial del municipi, fins que el 1879 el nom va canviar en Dinard-Saint-Enogat. Igualment, des de final del segle xix, el naixent turisme procedent del Regne Unit va començar a arribar-hi, de manera que els britànics van començar a fer-se construir al llarg de la costa una sèrie de suntuosas viles per a utilitzar-les com residència. Dinard va conèixer llavors un període de fort auge econòmic i urbanístic, convertint-se en una de les estacions balneàries situades al costat del mar més conegudes d'arreu d'Europa.
En 1921 el nom de la comuna va ser novament modificat, passant a ser l'actual de Dinard. No obstant això, la localitat va iniciar un declivi des dels anys 1930, quan l'alta societat britànica va prendre com destinació preferent la costa mediterrània francesa, la Costa Blava. En qualsevol cas, avui dia Dinard encara és l'estació balneària impregnada de major caràcter bretó de tota França, comptant amb un total de 407 viles legalment protegides.

## Administració
| Període   | Identitat     | Partit        |
| --------- | ------------- | ------------- |
| 1962-1967 | Yvon Bourges  | RPR           |
| 1967-1971 | André Masson  | Divers droite |
| 1971-1989 | Yvon Bourges  | RPR           |
| 1989-     | Marius Mollet | Divers droite |

## Personatges il·lustres
- Camille Le Mercier d'Erm, poeta i historiador, mort a Dinard.

## Galeria d'imatges

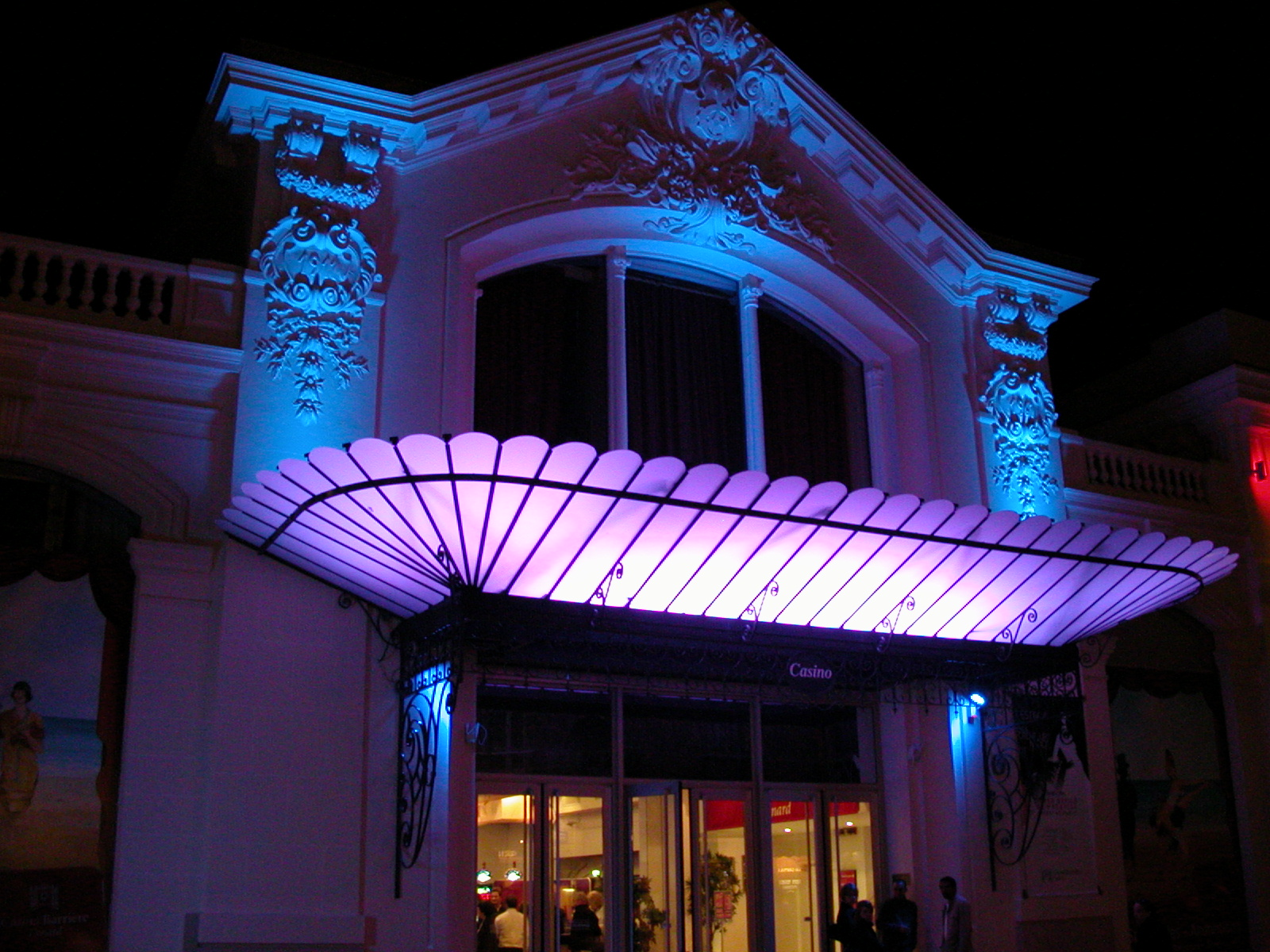
Casino
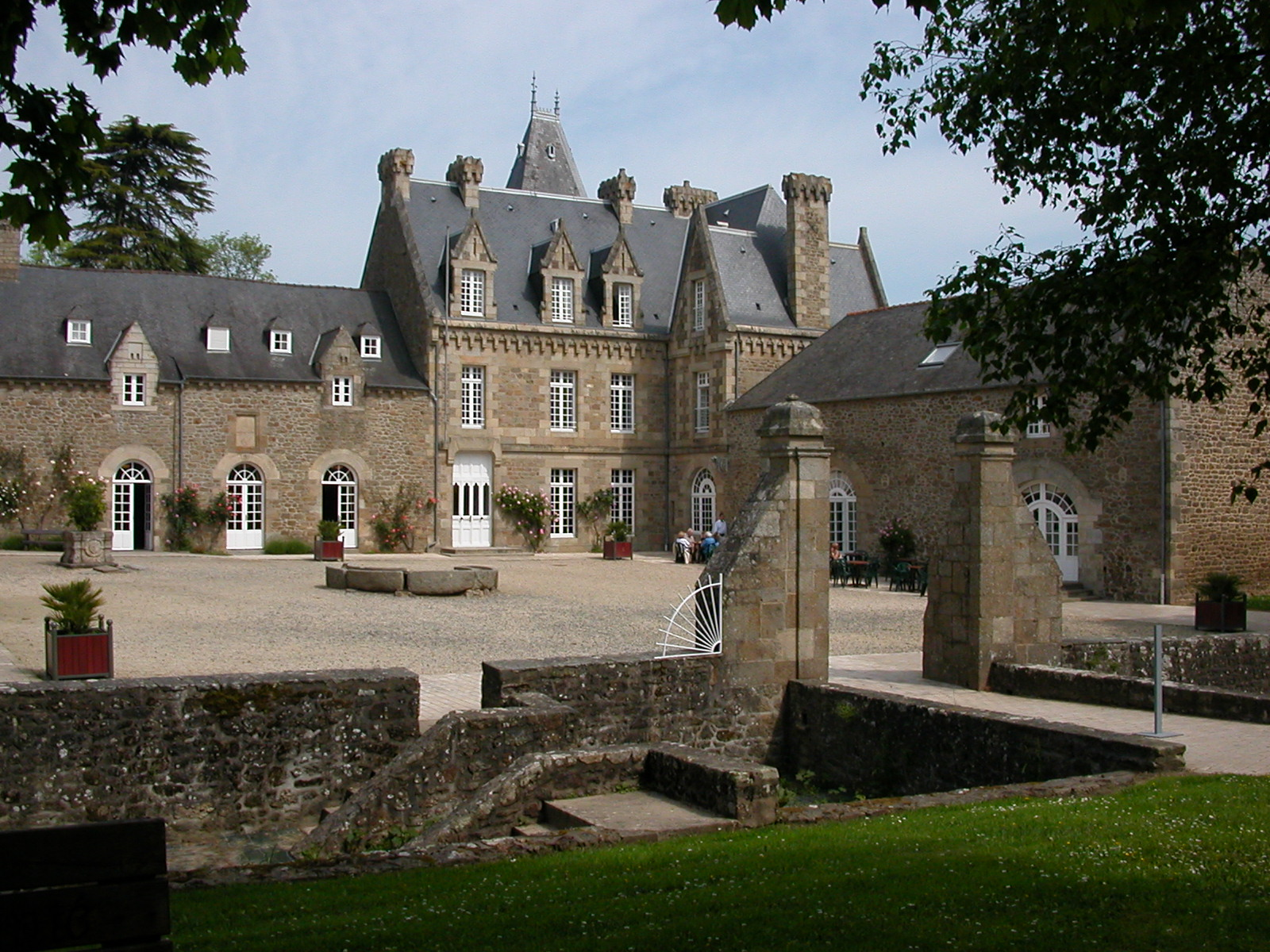
mansió del Vescomtat
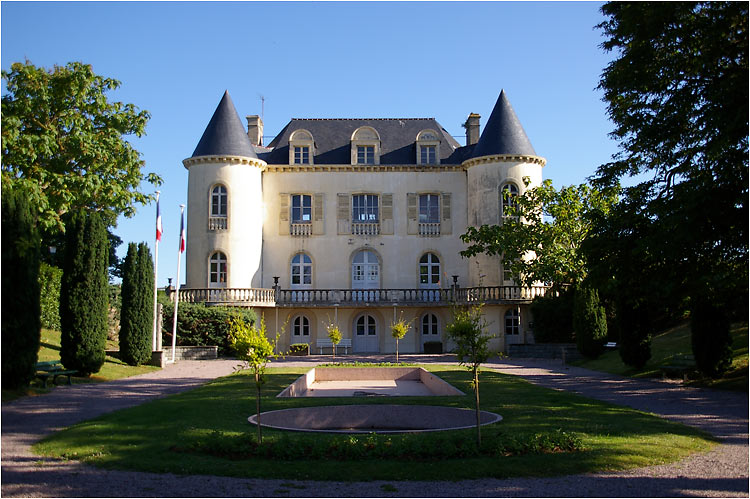
Ville Eugénie